# Backobourkia thyridota
Espèce
Synonymes
- Epeira thyridota Thorell, 1870

Backobourkia thyridota est une espèce d'araignées aranéomorphes de la famille des Araneidae.

## Distribution
Cette espèce est endémique du Queensland en Australie.

## Systématique et taxinomie
Cette espèce a été décrite sous le protonyme Epeira thyridota par Thorell en 1870. Elle est placée en synonymie avec Araneus transmarinus par Dondale en 1966. Elle est relevée de synonymie dans le genre Backobourkia par Framenau, Baptista, Oliveira et Castanheira en 2021.

## Publication originale
- Thorell, 1870 : « Araneae nonnullae Novae Hollandie, descriptae. » Öfversigt af Königlich Vetenskaps - Akademiens Förhandlingar, vol. 27, p. 367-389.